# بزرگراه چراغچی
بزرگراه شهید چراغچی یا بزرگراه چراغچی در منطقه ۲ مشهد قرار دارد و از محله‌های بلال، گاز، امیر، زمرد، صداقیه، بهمن، وحدت، نوید، فدک و بهاران عبور می‌کند و شرق مشهد را به غرب آن متصل می‌کند. این بزرگراه از شمال به شهرک‌های بهمن، امام هادی، حجت، خیابان‌های خین‌عرب و خواجه ربیع، از جنوب به بلوارهای هدایت و ساجدی، از شرق به بزرگراه میرزایی و میدان امام حسین منتهی و از غرب به بزرگراه امام علی متصل می‌شود.
بزرگراه شهید چراغچی به افتخار ولی‌الله چراغچی، یکی از شهدای جنگ ایران و عراق که در سال ۱۳۶۴ در عملیات بدر کشته شد، نام‌گذاری شده است.

## تقاطع‌ها
| از شرق به غرب     | از شرق به غرب                                            |
| ----------------- | -------------------------------------------------------- |
| میدان امام حسین   | بزرگراه شهید میرزایی بلوار آیت‌الله عبادی بلوار خواجه‌ربیع |
|                   | کنارگذر چراغچی پایانه شهید نوری ایستگاه ۳۸ آتش‌نشانی      |
| پل نخودک          | کنارگذر چراغچی بلوار محمدزاده بلوار ابوطالب              |
|                   | دوربرگردان ناهمسطح کنارگذر به سمت پل نخودک               |
| میدان خیام        | بلوار خیام شمالی                                         |
|                   | دوربرگردان ناهمسطح کنارگذر به سمت خین عرب                |
|                   | شهید طرحچی طوسی (خین عرب) بلوار کشاورز                   |
| میدان شهید فهمیده | بلوار توس دوربرگردان آزادی                               |
| تقاطع قائم        | بزرگراه آزادی بزرگراه پیامبر اعظم بزرگراه امام علی       |
| از غرب به شرق     |                                                          |